# Холмы Матобо

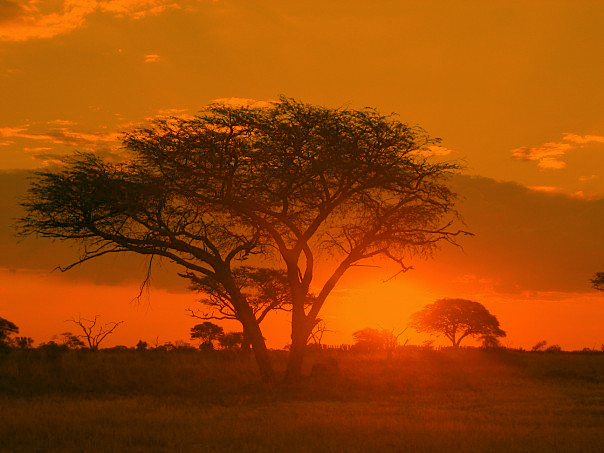
Восход в Национальном парке Матобо, 2006 год

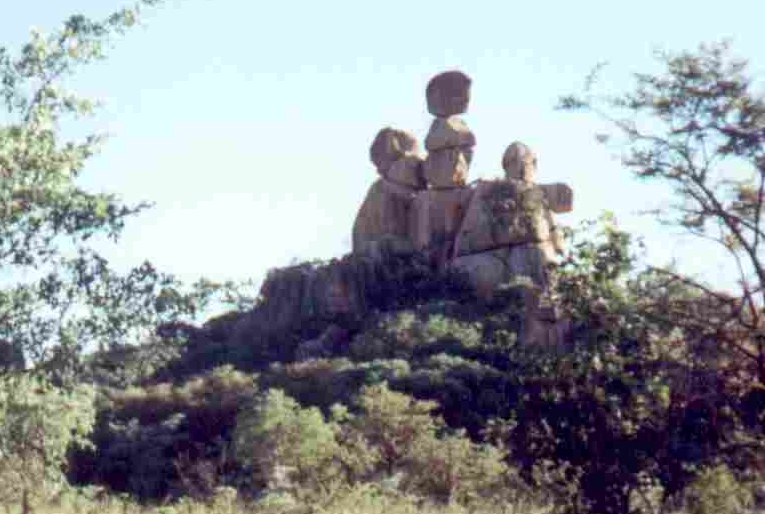
Останец «Мать и дочь»

Холмы Матобо — геологическое образование в виде нагромождений гранитных валунов друг на друга в виде колонн или столбов на территории Зимбабве. В настоящее время местность Матобо является национальным парком и включена в список Всемирного наследия ЮНЕСКО.
Холмы обнаружил Сесиль Родс, политический деятель, который убедил правительство колонизировать эти земли, которые были названы Родезией в его честь. Здесь Сесиль Родс и был похоронен.

## Геология
История образования этих холмов, возвышающихся над гранитным щитом, уходит в прошлое на 3,5 миллиарда лет. Во время сильных извержений в этих районах накапливались целые озёра из расплавленного материала, которые позже застыли и растрескались. За миллиарды лет эрозия отточила и обнажила эти останцы, что привело к образованию диковинного ландшафта Матобо.

## Культурное наследие
Холмы Матобо являются священными для местных племён как места поклонения духам. Крупные скальные образования Матобо служили для древнего человека естественными укрытиями, от раннего каменного века вплоть до начала нашей эры. Здесь представлено богатейшее собрание наскальной живописи.